# Пистоне, Алессандро
Алессандро Пистоне (итал. Alessandro Pistone; род. 27 июля 1975, Милан) — итальянский футболист, защитник, известный по выступлениям за клубы «Ньюкасл Юнайтед» и «Эвертон». Участник Олимпийских игр 1996 в Атланте.

## Клубная карьера
Пистоне начал карьеру в малоизвестных клубах региональных итальянских лиг «Сольбиасете» и «Кревалькоре». В 1995 году он перешёл в «Виченцу». Отыграв сезон Алессандро привлёк внимание тренера миланского «Интера» Роя Ходжосона. В состав клуба из родного города он влился довольно быстро, став партнёром по обороне Франческо Коко и Хавьера Дзанетти. В 1997 году Пистоне помог клубу выйти в финал Кубка УЕФА.
После удачного сезона за «Интер», английский «Ньюкасл Юнайтед» выкупил трансфер Алессандро за 4,5 млн. фунтов. В июле в матче против «Шеффилд Уэнсдей» он дебютировал в английской Премьер-лиге. В 1998 году Пистоне помог «сорокам» выйти в финал Кубка Англии. В начале второго сезона в матче против «Челси» он получил травму и выпал из состава. Вскоре наставник «Ньюкасла» Кенни Далглиш был отправлен в отставку, а пришедший ему на смену Рууд Гуллит не видел Алессандро в основе. Пистоне был вынужден поддерживать форму в резервной команде.
В 1999 году для получения игровой практики Алессандро на правах аренды перешёл в «Венецию». После окончания четырёх месяцев он вернулся в Англию, где сменивший Гуллита Бобби Робсон вернул защитника в состав. В мае 2000 года в поединке против «Мидлсбро» Пистоне забил свой единственный гол за сорок. Летом того же года Алессандро перешёл в «Эвертон». Сумма трансфера составила 3 млн. евро. В одном из первых матчей за «ирисок» он получил травму колена, которая оставила его вне игры на полгода. В следующем сезоне Пистоне вновь травмировался и на этот раз пропустил большую часть чемпионата. В 2002 году в матче против «Болтон Уондерерс» Алессандро забил свой единственный гол за «Эвертон». Оправившись от травм Пистоне стал основным защитником в команде Дэвида Мойеса. За семь лет в составе «ирисок» он Алессандро провёл более 100 матчей.
После окончания контракта Пистоне интересовались «Мидлсбро» и «Уотфорд», но тренеры клубов отказались предлагать ему контракт. Алессандро отправился на просмотр в бельгийский «Монс», где после недели сборов он подписал соглашение с клубом. По окончании сезона он завершил карьеру футболиста.

## Международная карьера
В 1996 году Пистоне в составе молодёжной национальной команды выиграл молодёжный чемпионат Европы в Испании. В том же году в составе олимпийской сборной Италии Алессандро принял участие в Олимпийских играх в Атланте. На турнире он сыграл в матчах группового этапа против команд Республики Корея и Ганы.

## Достижения
Италия (до 21)
- Чемпионат Европы по футболу среди молодёжных команд — 1996